# روبرت س. ماكنزي
روبرت س. ماكنزي (بالإنجليزية: Robert C. MacKenzie)‏ هو مرتزق وجندي أمريكي، ولد في 30 نوفمبر 1948 في سان دييغو في الولايات المتحدة، وتوفي في 24 فبراير 1995 في سيراليون.